# Instrumento musical mecánico

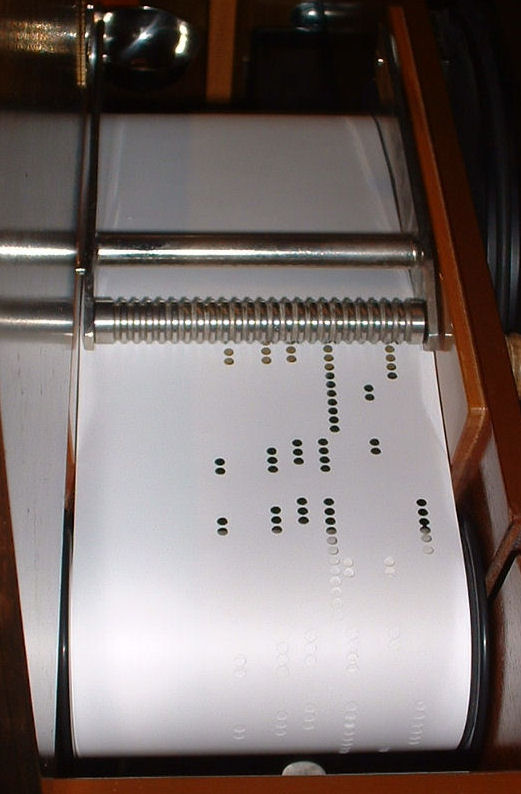
Rodillo de música para colocar en el cilindro de un organillo de viento. Cada orificio marca la posición de una nota: mientras que el rodillo pasa sobre las válvulas, los agujeros permiten que el aire pase a través y que suene una de las flautas del órgano.

Un instrumento musical mecánico, también llamado automático o automatófono, es un instrumento musical que ejecuta música por sí mismo, sin necesidad de la acción de un intérprete. También entran dentro de esta categoría aquellos instrumentos, como el organillo, que pueden reproducir música con la ayuda de una palanca o algún tipo de mecanismo que debe ser accionado por una persona.

## Historia
La historia de los instrumentos mecánicos se remonta muchos siglos atrás, pero los primeros ejemplos claros de este tipo de instrumentos son los pequeños carillones que se construían durante la Edad Media. Durante el Renacimiento, los artesanos de Augsburg fabricaban,  con barriles con una especie de alfileres, artilugios musicales auto ejecutantes. A partir del siglo XVI la fabricación de instrumentos mecánicos adquirió mayor popularidad e idearon numerosos artilugios, como los órganos hidráulicos o los neumáticos, las cajas de música y los violines y violonchelos automáticos, como la violina de Ludwig Hupfeld. En el siglo XVIII se inventó el reloj flauta. Joseph Haydn, Wolfgang Amadeus Mozart y Ludwig van Beethoven escribieron originales composiciones para dicho instrumento. 
A comienzos del siglo XIX, el alemán Johann Nepomuk Maelzel inventó el panarmónico, que podía simular los sonidos de una orquesta entera a través de tubos de órgano e instrumentos de percusión automatizados. Estas orquestas recibían el nombre de orchestrions. El mecanismo más popular dentro de este género fue el cilindro taladrado, con el que más tarde se permitió grabar en rollos de papel la música ejecutada por un intérprete y reproducirla automáticamente en el instrumento. Estos cilindros se comenzaron a utilizar en espinetas y cajas de música, y se mejoraron sustancialmente con las pianolas, en las que también se pudo recrear factores como la dinámica y la intensidad del sonido. 